# Баджкам
Абу-ль-Хусейн Баджкам аль-Макани (араб. أبو الحسين بجكم المكاني‎; ум. 21 апреля 941) более известный просто как Баджкам — аббасидский военачальник и государственный деятель тюркского происхождения. Начав свой путь как паж визиря дейлемита, в дальнейшем Баджкам поступил на службу к халифам Багдада. При ар-Ради и аль-Муттаки он сконцентрировал за собой значительную власть и занял пост амир аль-умара (амир амиров, то есть верховный главнокомандующий).

## Биография
Баджкам происходил из тюрков и начинал свою карьеру в качестве пажа одного из визирей дейлемитского военачальника и государственного деятеля Макана ибн Каки. Позже визирь предоставил его в дар своему господину, и Макан позаботился о своём новом рабе, обеспечив молодому Баджкану образование, в благодарность за что тот принял имя своего господина в качестве собственной нисбы. После того, как Макана разбил Мардавидж, основатель династии Зияридов, покоривший Дейлем, Джибаль и Табаристан, Баджкам поступил на службу к нему, как и многие другие рабы Макана. В январе 935 года рабы убили его в Исфахане из-за плохого обращения с ними. Не исключено, что Баджкам тоже участвовал в этом событии. После него большинство служивших Зияридам разбежались. Баджкам и ещё один бывший раб, Тузун, возглавили значительную группу беглецов и предложили свои услуги новому властителю Джибаля Хасану ибн Харуну после чего направились ко двору халифа Аббасидов в Багдад. При поддержке ревностно охранявших свои позиции телохранителей халифа помощь рабов отвергли, из-за чего они поступили на службу к наместнику Басры и Васита на юге Ирака Мухаммаду ибн Раику.
Ибн Раик назначил Баджкама своим военачальником и направил в Хузестан против Абу Абдаллаха аль-Бариди. Баджкам победил Абу Абдаллаха и вынудил его бежать. Но после этого Баджкам выступил на Багдад и в 938 году бежать пришлось уже ибн Раику. Баджкам заключил союз с аль-Бариди. После смерти халифа ар-Ради в 940 году Баджкам возвёл на трон халифа его брата аль-Муттаки. Баджкам был убит. Ибн Раик при новом халифе аль-Муттаки сумел восстановить свое положение в Багдаде.